# Heaven’s on Fire
«Heaven’s on Fire» — песня группы Kiss, второй трек их студийного альбома 1984 года Animalize. Также песня была издана отдельным синглом. Это был первый сингл из этого альбома.
В США песня достигла 49-го места (в чарте Billboard Hot 100).
Авторы песни — Дезмонд Чайлд и Пол Стэнли.
Книга «Энциклопедия KISS» называет песню «Heaven’s on Fire» (вместе со «Thrills in the Night») одной из нескольких отличных песен в альбоме Animalize — альбоме «крепком, но неровном». Как пишет автор книги Бретт Вайс, песня „Heaven’s on Fire“ — «простая, но искрящаяся работа в жанре поп-метал».